# Сомали и Европейский союз
Сомали и Европейский союз — двусторонние дипломатические отношения между Сомали и Европейским союзом.
C 2008 года Европейский союз является партнёром Сомали. На протяжении многих лет он поддерживает создание атмосферы мира и безопасности в Сомали, поощряет примирение, демократию и создание структур управления на всех уровнях. Принятие референдумом новой Конституции и создание демократически избранных институтов до окончания переходного периода в 2009 году в Сомали являлись двумя очень важными целями для Европейского союза.

## Политические отношения
ЕС участвует в Федеративной Республике Сомали с помощью широкого набора инструментов, включая активную дипломатию и поддержку политического процесса, стабилизацию и безопасность, помощь в целях развития и гуманитарную помощь, направленную на восстановление мира и стабильности.
Сомали провела политические реформы в соответствии с принципами «Нового курса для хрупких государств», которые были согласованы в 2011 году. «Новый курс» (2013—2016) определял отношения между Сомали и ЕС и другими международными партнёрами. «Новое партнёрство для Сомали» (НПС), одобренное на Лондонской конференции 2017 года, и «Национальный план развития Сомали на 2017—2020 годы» составляют основу взаимодействия ЕС с этой страной. С общим объёмом в 3,4 млрд. евро, выделенным с 2015 по 2020 год (ЕС и государства-члены), эти усилия делают ЕС крупнейшим донором Сомали. Половина этой помощи ЕС направлена на помощь в целях развития и, в частности, на безопасность, государственное строительство и построение мира, образование и экономическое развитие.
На саммите ЕС-Сомали в 2013 году обе стороны одобрили Сомалийский договор. Соглашение обеспечило стратегию сотрудничества между ЕС и Сомали. В нём изложены пять важнейших целей мира и государственного строительства (ЦГС) для страны: построение инклюзивной политики, безопасность, правосудие, экономические основы, доходы и услуги. Поддержка и финансирование ЕС этих и других целей развития регулируются Национальной индикативной программой для Сомали (2014—2020).

## Экономические отношения
ЕС заинтересован в оказании помощи Сомали в развитии сильной, устойчивой экономики, которая может поддерживать государственное положение страны и процессы миростроительства. Отношения в этой области регулируются Сомалийским соглашением, процессом «Нового курса» и Национальной индикативной программой.

## Торговые отношения
У ЕС не так много формальной или прямой торговли с Сомали. Программа реконструкции и развития Сомали нацелена на расширение торговли за счёт роста перерабатывающих отраслей для животноводства и рыбы, а также для мелкой промышленности, производящей такие товары, как ароматические камеди и мёд.
Чтобы помочь Сомали расширить свои торговые горизонты, внедряется Национальная индикативная программа ЕС для повышения производительности в сельском хозяйстве, животноводстве и рыболовстве. Программные мероприятия также направлены на поддержку роста за счёт развития частного сектора и деловой среды Сомали.
Усилия по расширению торговых возможностей страны дополняются Сомалийским соглашением. Основная цель Договора — создание прочной экономической основы — требует повышения производительности в таких высокоприоритетных секторах, как сельское хозяйство, наряду с восстановлением и расширением инфраструктуры, имеющей решающее значение для торговли.

## Мир и безопасность
Цель Европейского Союза — помочь Сомали стать мирной, стабильной и демократичной страной, борясь с пиратством и другими международными преступлениями. В период с 2014 по 2020 годы Национальная ориентировочная программа выделила 100 млн. евро на государственные инициативы и инициативы по миростроительству.
ЕС является одним из основных спонсоров АМИСОМ — миротворческой миссии Африканского союза в Сомали.

## Сотрудничество в области развития
ЕС — один из ключевых партнёров Сомали в области развития. В период с 2014 по 2020 год Национальная индикативная программа ЕС для Сомали выделила 286 млн. евро на помощь стране в достижении целей развития. Это финансирование дополняется другими ассигнованиями из бюджета ЕС.

## Гуманитарная помощь
ЕС поддерживает операции по оказанию гуманитарной помощи в Сомали с 1994 года.
Он также оказывает помощь населению, в частности, наиболее уязвимым группам. Особое внимание уделяется улучшению экономических возможностей женщин и молодёжи, обеспечивая им более широкий доступ к прибыльной, приносящей доход деятельности. В 2016 году ЕС потратил 46,5 млн. евро на поддержку операций по оказанию помощи в стране, оказав помощь более чем 2 миллионам человек.